# 坂下英明
坂下 英明（さかした ひであき、1955年（昭和30年）6月11日 - ）は、日本の歯科医師で、明海大学名誉教授。日本有病者歯科医療学会理事長を務める。

## 来歴
1980年に城西歯科大学（現・明海大学歯学部）を卒業後、1984年に金沢大学大学院を修了して医学博士号を取得した。
1985年より金沢大学医学部歯科口腔外科学の講師を務めたのち、1986年から石川県立中央病院で歯科口腔外科医長に就任する（1998年より歯科口腔外科部長）。
1999年に母校の明海大学歯学部口腔外科学第2講座教授]となり、教職に復帰した（講座は2005年に「病態診断治療学講座口腔顎顔面外科学第2分野」に名称変更）。また2005年からは、朝日大学歯学部の客員教授も兼務した。2022年に明海大学を退職して名誉教授となる。
学外では、日本小児口腔外科学会理事長（2024年時点では監事）、日本歯科医療安全教育機構理事長（2018年 - ）、日本有病者歯科医療学会理事長（2023年 - ）、歯科医師国家試験出題基準改定部会委員（2015年）などの役職を歴任している。

## 著書
- これからの口腔感染症学建書院、1993
- これからの口腔粘膜病変学建書院、1998
- 歯と口の健康百科 医歯薬出版 1998
- 有病者歯科診療 医歯薬出版 2000
- 歯科用語小辞典．臨床編，クインテッセンス出版 2000
- 最新顎変形症治療アトラス 医歯薬出版 2000
- 口腔顎顔面疾患カラーアトラス　永末書店 2000
- MRI-顎口腔領域の診断- 学建書院 2001
- サイドリーダー口腔外科学　 学建書院 2002
- 歯科医療事故予防学 医歯薬出版　 2003
- 迷ったときに見る口腔病変の診断ガイド クインテッセンス出版　2003
- 口唇口蓋裂における基礎研究と予防の現状 丸善　 2003
- 標準口腔外科学　第３版　 医学書院 2004
- カラーアトラスハンドブック口腔外科臨床ヒント集 クインテッセンス出版 2004
- サイドリーダー口腔外科学　第２版 学建書院 2005
- 医療従事者のためのカラーアトラス口腔外科疾患　 永末書店　 2005
- 口腔疾患からみる治療薬と処方例　 クインテッセンス出版　2005
- 一般臨床家、口腔外科医のための口腔外科ハンドマニュアル'05 クインテッセンス出版　2005
- 今日の治療指針2006 医学書院　 2006
- 今から始める外科学総論基づいたインプラント外科 クインテッセンス出版　2006
- 歯科臨床ハンドブックー臨床ヒント集ダイジェスト版ー　 クインテッセンス出版　2006
- 日本口腔ケアー学会認定資格標準テキスト上巻　 日総研出版　 2006
- 口腔外科マニュアル　第３版 南山堂　 2006
- 口腔生物学各論　唾液腺　 学建書院　 2006
- 歯科治療の安全往来　慢性全身疾患50ガイダンス デンタルダイヤモンド 2007
- 中高年からのしあわせライフ　いまからはじめる口腔ケア 学建書院　　　 2007
- コンサイス口腔外科学 学建書院　 2007
- 症例から学ぶ歯科小手術プラクチィス クインテッセンス出版　2008
- 口腔ケアー基礎知識　 永末書店　 2008
- 日本口腔ケアー学会認定資格標準テキスト下巻　 日総研出版　 2008
- Current experimental study for treatment of cleft lip and plate.　Quintessence Pub Co. 2008
- サクシンクト口腔外科学 第２版 学建書院　 2009
- 口腔外科学　第４版 学建書院　 2009
- 口腔解剖学　 医歯薬出版 2009
- 今日の治療指針2010 医学書院　 2010
- サクシンクト口腔外科学　第２版 学建書院 2010
- 顎口腔領域におけるMRI診断　第２版　 学建書院　 2010
- 薬 10/11.　歯科　疾患名から治療薬と処方例がすぐわかる本 クインテッセンス出版 2010
- 医師・歯科医師のための口腔診療必携. 困ったときのマニュアル・ヒント集. 金原出版 2010
- 最新歯科衛生士教本　顎・口腔粘膜疾患　口腔外科・歯科麻酔　 医歯薬出版　2011
- サクシンクト口腔外科学 第３版 学建書院　2011
- サイドリーダー口腔外科学　第３版 学建書院 2011
- 薬 12/13.　歯科　疾患名から治療薬と処方例がすぐわかる本. クインテッセンス出版　 2012
- 医療連携に役立つ　有病者歯科マニュアル　 医学情報社　 2012
- The Role of Tumor Microenvironment in Oral Cancer. Tech, 2012.
- 口腔外科治療 失敗回避のためのポイント47 (失敗回避シリーズ) クインテッセンス出版 2012
- 迷ったときに見る口腔病変の診断ガイド 第２版 　 クインテッセンス出版　 2013
- 新版　家族のための歯と口の健康百科 医歯薬出版 2013
- 新版　家族のための歯と口の健康百科　韓国語版　 2013
- 薬 '1４/'1５　歯科　疾患名から治療薬と処方例がすぐわかる本 クインテッセンス出版 2014
- 抜歯テクニック　コンプリートガイド　安全にうまく抜歯するためのさまざまなアプローチ クインテッセンス出版 2015
- 抜歯器具 ーその奇妙なもの達の物語ー 口腔保健協会　2015
- 標準口腔外科学　第４版　 医学書院 2016
- 最新口腔外科学　第５版　 医歯薬出版 2016
- 口腔外科学　第5版 学建書院　 2016
- 今日の治療指針2016 医学書院 　 2016
- 口腔病理学　　第３版　文光堂 2016
- 薬　'1６/'1７　歯科　疾患名から治療薬と処方例がすぐわかる本　 クインテッセンス出版 2016
- 口腔内科学　永末出版 2016
- 有病者歯科学 永末出版 2018
- 口腔解剖学　 第２版 医歯薬出版　 2018
- サクシンクト口腔外科学 第４版 学建書院　 2018
- 今日の治療指針2018 医学書院 　 2018
- 最新歯科衛生士教本　用語集ポケット版　 医歯薬出版 2019
- 子どもの口と顎の異常・病変　口の粘膜編 クインテッセンス出版 2019
- 子どもの口と顎の異常・病変　歯と顎骨編 クインテッセンス出版 2019
- Oral Cancer, IntechOpen Limited, London, UK, 2019.
- 口腔内科学　第2版　永末出版 2020
- 超速でわかる有病者にやっていい治療, だめな治療 : 病気のある患者の歯科治療 クインテッセンス出版 2023